# Association of Tennis Professionals
De Association of Tennis Professionals (ATP) is het internationale bestuursorgaan voor tennis voor mannen en de organisator van de ATP-Tour en de ATP Challenger Tour, de belangrijkste circuits van het mannentennis. De organisatie werd in september 1972 opgericht door de Amerikanen Jack Kramer en Donald Dell, en de Zuid-Afrikaan Cliff Drysdale als vakbond voor de mannelijke proftennissers. Vanaf 1990 organiseert de ATP de mannelijke proftour.
Het internationale hoofdkantoor van de ATP bevindt zich in Londen, en de continentale kantoren in Monaco, Ponte Vedra Beach en Sydney.

## Geschiedenis
Tot het begin van het open tijdperk (ook wel Open Tennis) was het voor professionele tennissers niet mogelijk om mee te doen aan grandslamtoernooien (zoals Wimbledon en Roland Garros), maar onder andere door commerciële druk werd de sport in 1968 geprofessionaliseerd.
De ATP werd in 1972 opgericht door enkele professionele spelers en werd destijds bestuurd door Jack Kramer en Cliff Drysdale, om de belangen te beschermen van de mannelijke professionele tennissers. Op 23 augustus 1973 werd de eerste ATP-ranglijst opgesteld voor het enkelspel, wat tot op de dag van vandaag nog steeds gebeurt. Drie jaar later begon de ranglijst voor het dubbelspel. Tussen 1974 en 1989 werd het mannelijke profcircuit georganiseerd door de Men's Tennis Council, dat bestond uit afgevaardigden van het ITF, het ATP en de toernooidirecteuren.
Tot 1988 werd de tour georganiseerd door de toernooidirecteuren. Dit leidde tot een opstand onder de spelers, waardoor de tour compleet werd omgegooid. De eerste stap werd gezet door de toernooidirecteur van de US Open, Hamilton Jordan. Tijdens zijn Grand Slam hield hij de beroemde persconferentie op de parkeerplaats, hij sprak over de problemen en mogelijkheden die het mannentennis boden. Uiteindelijk leidde deze toespraak tot een plan om een door de ATP geleide tour te organiseren, dat idee werd al gauw gesteund door een grote meerderheid van de Top 100-spelers. De ATP-tour era was begonnen.
In 2009 werd de tour hervormd, onder andere de ATP Race werd geschrapt, in feite werd alleen de ATP Entry Ranking voortgezet onder de noemer ATP Rankings. Ook de tour kreeg een nieuwe naam: ATP World Tour. De ATP-toernooien werden hernieuwd gekwalificeerd als de ATP Tour Masters 1000, ATP Tour 500 en ATP Tour 250. De Tennis Master Cup kreeg de naam ATP World Tour Finals en werd naar Londen verplaatst. In 2017 werd de naam verkort naar ATP Finals

## ATP-toernooien
De volgende lijst geeft een overzicht van de ATP-kalender, inclusief de grand slams.
| Toernooien       | Ondergrond    | Periode              | 1e editie |
| ---------------- | ------------- | -------------------- | --------- |
| Grand Slam       |               |                      |           |
| Australian Open  | Hardcourt (o) | januari              | 1905      |
| Roland Garros    | Gravel        | mei / juni           | 1891      |
| Wimbledon        | Gras          | juni / juli          | 1877      |
| US Open          | Hardcourt (o) | augustus / september | 1881      |
| ATP Finals       |               |                      |           |
| Turijn           | Hardcourt (i) | November             | 1970      |
| ATP Masters 1000 |               |                      |           |
| Indian Wells     | Hardcourt (o) | maart                | 1974      |
| Miami            | Hardcourt (o) | maart / april        | 1985      |
| Monte Carlo      | Gravel        | april                | 1897      |
| Rome             | Gravel        | april / mei          | 1930      |
| Madrid           | Gravel        | mei                  | 2002      |
| Montréal/Toronto | Hardcourt (o) | augustus             | 1881      |
| Cincinnati       | Hardcourt (o) | augustus             | 1899      |
| Shanghai         | Hardcourt (o) | oktober              | 2009      |
| Parijs           | Hardcourt (i) | november             | 1972      |

| Toernooien            | Ondergrond    | Periode             | 1e editie |
| --------------------- | ------------- | ------------------- | --------- |
| ATP Tour 500          |               |                     |           |
| Dallas                | Hardcourt (i) | februari            | 1983      |
| Rotterdam             | Hardcourt (i) | februari            | 1972      |
| Doha                  | Doha (o)      | februari            | 1993      |
| Rio de Janeiro        | Gravel        | februari            | 2014      |
| Acapulco              | Hardcourt (o) | februari / maart    | 1993      |
| Dubai                 | Hardcourt (o) | februari / maart    | 1993      |
| Barcelona             | Gravel        | april               | 1953      |
| München               | Gravel        | april               | 1899      |
| Hamburg               | Gravel        | mei                 | 1892      |
| Halle                 | Gras          | juni                | 1993      |
| Londen                | Gras          | juni                | 1890      |
| Washington            | Hardcourt (o) | augustus            | 1969      |
| Peking                | Hardcourt (o) | september / oktober | 1993      |
| Tokio                 | Hardcourt (o) | oktober             | 1973      |
| Wenen                 | Hardcourt (i) | oktober             | 1974      |
| Bazel                 | Hardcourt (i) | november            | 1970      |
| ATP Tour 250          |               |                     |           |
| 30 stuks onder andere |               |                     |           |
| Rosmalen              | Gras          | juni                | 1990      |
| Antwerpen             | Hardcourt (i) | oktober             | 1992      |
| ATP Challenger Tour   |               |                     |           |
| 207 toernooien        |               |                     |           |

## ATP Rankings
| Association of Tennis Professionals (ATP) Top 20 herenenkelspel per 31 december 2024 | Association of Tennis Professionals (ATP) Top 20 herenenkelspel per 31 december 2024 | Association of Tennis Professionals (ATP) Top 20 herenenkelspel per 31 december 2024 | Association of Tennis Professionals (ATP) Top 20 herenenkelspel per 31 december 2024 |
| №                                                                                    | Speler                                                                               | Punten                                                                               | Verandering                                                                          |
| ------------------------------------------------------------------------------------ | ------------------------------------------------------------------------------------ | ------------------------------------------------------------------------------------ | ------------------------------------------------------------------------------------ |
| 1                                                                                    | Jannik Sinner                                                                        | 11.830                                                                               | Stabiel                                                                              |
| 2                                                                                    | Alexander Zverev                                                                     | 7.915                                                                                | Stabiel                                                                              |
| 3                                                                                    | Carlos Alcaraz                                                                       | 7.010                                                                                | Stabiel                                                                              |
| 4                                                                                    | Taylor Fritz                                                                         | 5.100                                                                                | Stabiel                                                                              |
| 5                                                                                    | Daniil Medvedev                                                                      | 5.030                                                                                | Stabiel                                                                              |
| 6                                                                                    | Casper Ruud                                                                          | 4.255                                                                                | Stabiel                                                                              |
| 7                                                                                    | Novak Đoković                                                                        | 3.910                                                                                | Stabiel                                                                              |
| 8                                                                                    | Andrej Roebljov                                                                      | 3.760                                                                                | Stabiel                                                                              |
| 9                                                                                    | Alex de Minaur                                                                       | 3.745                                                                                | Stabiel                                                                              |
| 10                                                                                   | Grigor Dimitrov                                                                      | 3.350                                                                                | Stabiel                                                                              |
| 11                                                                                   | Stéfanos Tsitsipás                                                                   | 3.165                                                                                | Stabiel                                                                              |
| 12                                                                                   | Tommy Paul                                                                           | 3.145                                                                                | Stabiel                                                                              |
| 13                                                                                   | Holger Rune                                                                          | 3.025                                                                                | Stabiel                                                                              |
| 14                                                                                   | Ugo Humbert                                                                          | 2.765                                                                                | Stabiel                                                                              |
| 15                                                                                   | Jack Draper                                                                          | 2.685                                                                                | Stabiel                                                                              |
| 16                                                                                   | Hubert Hurkacz                                                                       | 2.640                                                                                | Stabiel                                                                              |
| 17                                                                                   | Lorenzo Musetti                                                                      | 2.600                                                                                | Stabiel                                                                              |
| 18                                                                                   | Frances Tiafoe                                                                       | 2.585                                                                                | Stabiel                                                                              |
| 19                                                                                   | Karen Chatsjanov                                                                     | 2.410                                                                                | Stabiel                                                                              |
| 20                                                                                   | Arthur Fils                                                                          | 2.355                                                                                | Stabiel                                                                              |

De ATP Rankings is een rangschikking, die de prestaties van de spelers over de laatste 52 weken weergeeft. Elke maandag wordt deze door de ATP bijgewerkt. De speler die bovenaan in de ranglijst staat is de World Number 1. Tot het eind van 2008 heette de ranglijst nog de ATP Entry Ranking, tegenwoordig heet hij ATP Rankings
Vanaf 2000 was ook de ATP Race in gebruik, dat was een ranglijst die alle punten telde vanaf de eerste dag van het jaar. Op de eerste dag stond iedereen op nul punten en aan het eind van het jaar bepaalde men wie de beste speler was volgens het ATP Race-systeem, dat systeem is tijdens de hervorming van het hele stelsel komen te vervallen.

## Statistieken

### Gewonnen toernooien
Hieronder volgt een lijst met spelers die de meeste toernooien in het enkelspel gewonnen hebben. In de lijst staan alleen de overwinningen op enkelspeltoernooien weergegeven. Zie voor de lijst met spelers die de meeste grandslamtoernooien gewonnen hebben hier
Spelers die vet zijn weergegeven, zijn nog actief

| #  | Speler          | Aantal |
| -- | --------------- | ------ |
| 1  | Jimmy Connors   | 109    |
| 2  | Roger Federer   | 103    |
| 3  | Novak Djokovic  | 100    |
| 4  | Ivan Lendl      | 94     |
| 5  | Rafael Nadal    | 92     |
| 6  | John McEnroe    | 77     |
| 7  | Björn Borg      | 64     |
| 7  | Pete Sampras    | 64     |
| 9  | Guillermo Vilas | 62     |
| 10 | Andre Agassi    | 60     |

Bijgewerkt t/m Wimbledon 2025